# 557-ма піхотна дивізія (Третій Рейх)
557-ма піхотна дивізія (Третій Рейх) (нім. 557. Infanterie-Division) — піхотна дивізія Вермахту, що входила до складу німецьких сухопутних військ у роки Другої світової війни.

## Історія з'єднання
557-ма піхотна дивізія була сформована 15 лютого 1940 року як позиційна дивізія для виконання оборонних завдань прикордонної смуги вздовж франко-німецького кордону в секторі Верхнього Рейну під час протистояння у Дивній війні. Формування з'єднання було здійснено силами IV військового округу, а його штат спочатку комплектувався за рахунок особового складу 427-ї дивізії особливого призначення. Єдиним командиром 557-ї піхотної дивізії за всю її коротку історію існування був генерал-майор Герман Купріон.
Спочатку дивізія складалася з трьох полків: 632-й піхотний полк був сформований з особового складу II батальйону 425-го полку 223-ї піхотної дивізії, а також половини II батальйону 412-го полку 227-ї піхотної дивізії; 633-й піхотний полк був сформований з особового складу II батальйону 306-го полку 211-ї піхотної дивізії та іншої половини II батальйону 412-го полку 227-ї дивізії; 634-й піхотний полк був сформований (у Леобені) з особового складу II батальйону 335-го полку 205-ї піхотної дивізії. Крім того, до складу 557-ї піхотної дивізії також входив 557-й артилерійський полк з трьома дивізіонами, 557-й спостережний загін і окремі підрозділи забезпечення і підтримки дивізії.
З травня по червень 1940 року дивізія перебувала у складі XXV армійського корпусу разом із 555-ю піхотною дивізією. Вона виконувала бойові завдання поздовж французької оборонної лінії Мажино, в районі Оффенбург—Нойрід—Фрайштетт—Кель—Ренхен—Ліхтенау—Вілльштетт—Бучбах.
Відповідно до директиви від 19 липня 557-ма піхотна дивізія була офіційно розформована 31 серпня 1940 року в районі Цайц-Вайсенфельс, оскільки перемога німців у битві за Францію в червні 1940 року зробила різні позиційні дивізії на франко-німецькому кордоні непотрібними. Дивізію було розділено на окремі батальйони внутрішньої охорони, з яких вісім було направлено до II військового округу для охорони військовополонених, тоді як батальйон III./634-го полку був розгорнутий до Протекторату Богемія-Моравія. 1 січня 1941 року батальйони були названі 975-м — 983-м батальйонами земельних стрільців.

## Райони бойових дій
- Західна Німеччина (лютий — серпень 1940)

## Командування

### Командири
- генерал-майор Герман Купріон (15 лютого — 31 серпня 1940)

### Підпорядкованість
| Час     | Корпус  | Армія | Група армій (округ) | Штаб             |
| ------- | ------- | ----- | ------------------- | ---------------- |
| 1940    |         |       |                     |                  |
| травень | XXXV ак | 7 А   | Група армій «A»     | Оффенбург        |
| липень  |         |       | IV ВО               | Цайц-Вайсенфельс |

### Склад
| 1940                                     |
| ---------------------------------------- |
| 632-й піхотний полк                      |
| 633-й піхотний полк                      |
| 634-й піхотний полк                      |
| 557-й артилерійський полк                |
| 557-й загін оптичної розвідки            |
| 557-те дивізійне управління забезпечення |